# 新竹縣立新埔國民中學
新竹縣立新埔國民中學（HsinChu County HsinPu Junior High School,HPJH）簡稱埔中，1946年10月26日新埔初級中學創校。1955年7月成立關西分部，1957年成立竹北分部並增設縣立新竹一中高中部新埔分班，1968年高中分部結束，同年初級中學改制為國民中學，校名沿用至今。

## 歷任校長
| 時期              | 校長姓名   |
| 1946.11.8～1973.8 | 陳俊樓先生 |
| 1973.8～1983.8    | 謝維嶽先生 |
| 1983.8～1988.8    | 范秉肇先生 |
| 1988.8～1994.8    | 謝南榮先生 |
| 1994.8～2001.8    | 詹輝男先生 |
| 2001.8～2005.8    | 黃瑞寶先生 |
| 2005.8～2008.2    | 陳能森先生 |
| 2008.2～2013.6    | 張明英女士 |
| 2013.9～2016.7    | 锺敏菁女士 |
| 2016.8～2020.7    | 吳秉叡先生 |
| 2020.8～現在      | 何美慧女士 |

## 班級現況
102學年度，九年級9班、八年級8班、七年級8班，抽離式技職專班。全校師生約1000人。
105學年度，九年級8班、八年級6班、七年級5班，特教班。全校師生約600人。
108學年度，九年級5班、八年級4班、七年級4班，抽離式技職專班。全校師生約300人
109學年度，九年級5班、八年級4班、七年級3班，抽離式技職專班。全校師生約300人

## 學區
文山里、下寮里、上寮里、南平里、北平里、旱坑里、田新里、新埔里、新民里、新生里、四座里、五埔里、寶石里、內立里。學區劃分國小為文山國小、枋寮國小、北平國小、新星國小、新埔國小、寶石國小。

## 社團
1. 合唱團：該校現有男、女合唱團各一。每年參加新竹縣合唱競賽均獲有佳績[來源請求]。97學年度（2008年）女合唱團獲得新竹縣甲等成績；男合唱團獲全國學生音樂比賽甲等
2. 桌球隊：該校桌球隊成績輝煌[來源請求]，歷屆校友：
  1. 陳建安獲西班牙馬德里舉行的第六屆世界青少年桌球錦標賽男單決賽風光摘金、青少年國手
  2. 呂柏賢參加2009年度第1次青少年桌球菁英賽暨參加第15屆亞洲青少年桌球錦標賽中華代表隊選拔賽 榮獲青少年國手第二名。
3. 跆拳道：縣長杯跆拳道錦標賽均有優異表現[來源請求]。97學年度（2008年）獲前三名。
4. 田徑隊：參加新竹縣2009年全縣中小學聯合運動會績優。
5. 棒球社：97學年度（2008年）成立，學員利用下午放學後，參加集訓。
6. 國樂社：97學年度（2008年）成立，學員利用社團活動時間練習。

## 外部連結
- 新竹縣立新埔國民中學 （页面存档备份，存于）
- 新竹縣教育局